# Ludwig von Friedeburg

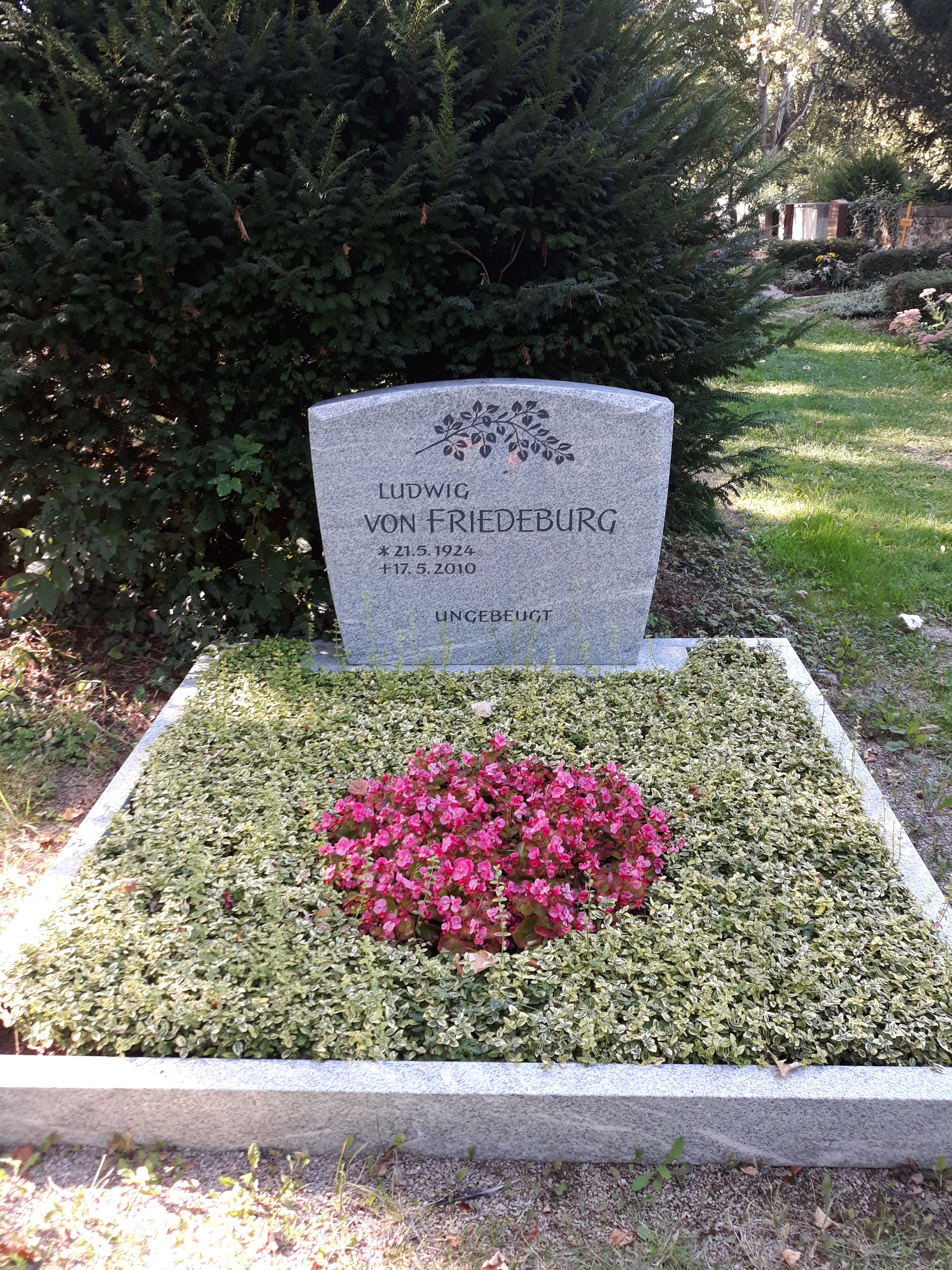
Grab von Ludwig von Friedeburg auf dem Friedhof Niederursel in Frankfurt am Main

Ludwig-Ferdinand Heinrich Georg Friedrich von Friedeburg (* 21. Mai 1924 in Wilhelmshaven; † 17. Mai 2010 in Frankfurt am Main) war ein deutscher Soziologe am Institut für Sozialforschung und Politiker (SPD). Seine Bemühungen zur Auflösung des dreigliedrigen Schulsystems in Gesamtschulen stießen auf großen Widerstand.

## Leben und Wirken
Ludwig von Friedeburg wurde als Sohn des damaligen Kapitänleutnants und späteren Generaladmirals der Kriegsmarine Hans-Georg von Friedeburg (1895–1945) und seiner Frau Ursula, geb. von Harlem (1899–2004), in Wilhelmshaven geboren und wuchs in Königsberg, Berlin-Steglitz und Kiel auf. Von Friedeburg besuchte das Heese-Gymnasium in Steglitz, das Friedrichswerdersche Gymnasium in Moabit und ab 1936 das Staatliche Gymnasium in Kiel (die heutige Kieler Gelehrtenschule). Schulfreunde dieser Zeit waren Werner Creutzfeldt und Hardwin Jungclaussen. Im April 1941 trat von Friedeburg mit dem Reifevermerk (Notabitur) in die Kriegsmarine ein und beendete im Juni 1943 seine Offiziersausbildung. Anschließend wurde er Zweiter Wachoffizier (II WO) und später Erster Wachoffizier (I WO) auf U 548, einem U-Boot des Typs IX C/40, mit Oberleutnant zur See Eberhard Zimmermann als Kommandanten. Als Leutnant zur See wurde ihm die Überführung von U 155, ebenfalls ein großes Boot vom Typ IX, von Lorient nach Flensburg aufgetragen. Die kommenden 43 Seetage vom 9. September bis 21. Oktober 1944 machten ihn zum jüngsten deutschen U-Boot-Kommandanten des Zweiten Weltkrieges. Zu diesem Zeitpunkt war von Friedeburg erst 20 Jahre und 111 Tage alt. In der Zeit zwischen November 1944 und Februar 1945 besuchte er den Kommandanten-Lehrgang und erhielt die Baubelehrung für die neue U-Boot-Klasse XXIII. Am 1. Mai 1945 stellte er sein neues Boot U 4710 in Kiel in Dienst, das jedoch zu keinem Kriegseinsatz mehr kam. Ludwig von Friedeburg soll sich ab dem 5. Mai 1945 im Internierungslager Mürwik befunden haben. Im Flensburger Vorort Mürwik war Anfang Mai 1945 der Sonderbereich Mürwik eingerichtet worden, in dem sich (bei der Marinesportschule) der provisorische Regierungssitz der letzten Reichsregierung unter Karl Dönitz befand. Im Auftrag von Karl Dönitz war sein Vater an den Kapitulationsverhandlungen im Mai 1945 beteiligt. Dieser wurde in Folge am 7. Mai 1945 einer der Mitunterzeichner der Gesamtkapitulation der deutschen Wehrmacht. Wenige Tage danach hat sich Hans-Georg von Friedeburg selbst das Leben genommen. Nach dem Zweiten Weltkrieg war von Friedeburg zwei Jahre im Deutschen Minenräumdienst tätig. Im Herbst 1946 nahm er an einem Übergangskurs für Kriegsteilnehmer in Cuxhaven teil und legte die Abschlussprüfung für die Zulassung zum Studium ab.
Seit dem Sommersemester 1947 studierte von Friedeburg Mathematik, Physik und Philosophie an der Christian-Albrechts-Universität zu Kiel. Im Sommer 1949 besuchte von Friedeburg das Salzburger Seminar für Amerikanische Studien der Internationalen Sommerakademie für Bildende Kunst Salzburg und wechselte im Herbst desselben Jahres an die Albert-Ludwigs-Universität Freiburg, wo er fortan Psychologie, Philosophie und Soziologie studierte. Im Frühjahr 1951 war er vier Monate lang Mitarbeiter am Institut für Sozialforschung an der Universität Frankfurt am Main; im Sommer 1951 schloss er sein Studium in Freiburg als Diplom-Psychologe ab. 1952 wurde von Friedeburg ebenfalls in Freiburg mit einer Studie über Die Umfrage als Instrument der Sozialwissenschaften promoviert. Von 1951 bis 1954 war er Mitarbeiter am Institut für Demoskopie in Allensbach am Bodensee. 1955 wechselte er als Abteilungsleiter an das Frankfurter Institut für Sozialforschung. 1960 habilitierte er sich bei Theodor W. Adorno mit einer Arbeit zur Soziologie des Betriebsklimas.
Von 1962 bis 1966 war Friedeburg Professor für Soziologie und Direktor des Instituts für Soziologie an der Freien Universität Berlin. 1966 wurde er an die Johann Wolfgang Goethe-Universität Frankfurt am Main und erneut zum Direktor des Instituts für Sozialforschung berufen. 1969 wurde er Kultusminister (SPD) in Hessen und versuchte hier gegen breite Widerstände, das Schulsystem grundlegend zu reformieren, was nicht gelang. Als geschäftsführender Direktor des Frankfurter Instituts für Sozialforschung amtierte er von 1975 bis 2001.
Im Jahr 1999 sprach Friedeburg zur Eröffnung der Wehrmachtsausstellung im Landeshaus Kiel, die von erheblichen Protesten begleitet wurde.

## Familie
Am 8. April 1960 heiratete Ludwig von Friedeburg Ellen Schölch (1936–2020), Tochter des Fabrikanten Heinrich Schölch und seiner Frau Hulda, geb. Landgraf. Sie hatte bei Adorno studiert und das Studium als Dipl.-Soziologin abgeschlossen. Sein Bruder war der Journalist Friedrich von Friedeburg (1926–1991). Seine Söhne sind der Historiker Robert von Friedeburg (* 1961) und der Physiker und Lektor Christoph von Friedeburg (* 1974).

## Bildungspolitik
Von 1969 bis 1974 war er hessischer Kultusminister unter Ministerpräsident Albert Osswald. Die von ihm angestrebten Bildungsreformen waren außerordentlich umstritten. Von Friedeburgs Schulpolitik polarisierte derartig, dass der spätere Ministerpräsident Roland Koch (CDU) meinte: „Ludwig von Friedeburg hat der CDU in Hessen wahrscheinlich mehr neue Mitglieder zugeführt als jeder andere.“
Kernpunkte seiner Schulpolitik waren:
- Umwandlung der 5. und 6. Klassen in schulformübergreifende Förderstufen
- Umwandlung aller weiterführenden Schulen in Gesamtschulen
- Neufassung der Lehrplaninhalte in Deutsch und Gesellschaftskunde

Gefordert, aber nicht intensiv betrieben wurde auch die Einführung der Ganztagsschule.
1972/73 legte von Friedeburg die Hessischen Rahmenrichtlinien für die Grund- und Mittelstufe und die Gymnasien vor und löste damit einen Sturm der Entrüstung, aber bei einem Teil seiner Anhänger auch Begeisterung aus. Sie galten damals als die tiefgreifendsten Veränderungen in Bezug auf alle Bundesländer.
Diskussionspunkte waren vor allem:
- der radikale Bruch mit dem Lernziel Deutsch als Hochsprache im Deutschunterricht
- die Abschaffung des Geschichtsunterrichts zu Gunsten eines neuen Fachs Gesellschaftslehre
- die inhaltlichen Vorgaben für Deutsch und Gesellschaftslehre, die von emanzipatorischen, gesellschaftskritischen Sozialisations- und Kommunikationstheorien ausgingen.

Im Mathematikunterricht wurde gleichzeitig die Einführung der Mengenlehre im Unterricht der Grundschulen diskutiert.
Die geführten Diskussionen entsponnen sich auch an der Person von Friedeburgs und verebbten erst, nachdem Friedeburgs Nachfolger Hans Krollmann (SPD) Veränderungen vornahm.
Von Friedeburg forcierte die Einrichtung neuer Förderstufen und Gesamtschulen, oft gegen den erbitterten Widerstand der betroffenen Schulen und Eltern. Erklärtes Ziel war, das gegliederte Schulsystem abzuschaffen. Diese Politik wurde von seinen sozialdemokratischen Nachfolgern weitergeführt und endete erst 1987, als die CDU mit dem Wahlversprechen der „freien Schulwahl“ die Landtagswahl gewann.

## Ehrungen
Ludwig von Friedeburg erhielt das Verdienstkreuz 1. Klasse der Bundesrepublik Deutschland. Die Stadt Frankfurt ehrte ihn 1994 mit der Goetheplakette für herausragende wissenschaftliche und bildungspolitische Leistungen. Am 23. Juni 2006 verlieh ihm die Fakultät Human- und Gesellschaftswissenschaften der Carl von Ossietzky Universität Oldenburg die Ehrendoktorwürde als „einem der entscheidenden Köpfe der Bildungsreform der 60er und 70er Jahre“.

## Publikationen (Auswahl)
- Die Umfrage als Instrument der Sozialwissenschaften. Zur Methode und Verwendung der Umfrage unter besonderer Berücksichtigung der Umfrage in der Intimsphäre. (Freiburg (Breisgau), Univ., Diss., 1952).
- (Mit Jürgen Habermas, Christoph Oehler und Friedrich Weltz) Student und Politik. Eine soziologische Untersuchung zum politischen Bewußtsein Frankfurter Studenten. Luchterhand, Neuwied 1961.
- Soziologie des Betriebsklimas. Studien zur Deutung empirischer Untersuchungen in industriellen Großbetrieben. Europäische Verlagsanstalt, Frankfurt am Main 1963, 2. Auflage 1966.
- Jugend in der modernen Gesellschaft. Kiepenheuer & Witsch, Köln 1965.
- (Hrsg. mit Jürgen Habermas): Adorno-Konferenz 1983. Suhrkamp, Frankfurt am Main 1983, ISBN 3-518-28060-0.
- Bildungsreform in Deutschland. Geschichte und gesellschaftlicher Widerspruch, Suhrkamp, Frankfurt am Main 1989 (Taschenbuchausgabe 2002), ISBN 3-518-28615-3.
- Theodor W. Adorno, Ludwig von Friedeburg: Briefwechsel 1950-1969. Und weitere Dokumente. Im Auftrag des Instituts für Sozialforschung herausgegeben von Dirk Braunstein und Maischa Gelhard, Suhrkamp, Berlin 2024, ISBN 978-3-518-58813-0.